# Croix River (Dominica)
Der Croix River ist ein kleiner Zufluss des Toulaman River im Nordosten von Dominica im Parish Saint Andrew.

## Geographie
Der Croix River entspringt bei Burton Estate auf ca. 180 m über dem Meer und fließt in einem kleinen Nordbogen nach Osten. Bei Mamridge mündet er von links und Norden in den Toulaman River.
Der Fluss ist ca. 2 km lang.